# 정각로
정각로(Jeonggak-ro)는 인천광역시 남동구 구월동에 있는 인천광역시도로, 총 연장은 575m이다. 도로의 명칭이 유래된 것은 바른 집 또는 큰집이 들어설 곳이라는 정각골의 의미를 인용하여 제명되었다.

## 역사
- 2009년 11월 16일 : 도로명으로 정각로를 고시

## 주요 경유지
- 남동구
  - 구월동

## 접촉하는 도로
- 예술로
- 미래로
- 남동대로

## 주요 건물 및 시설
- 연세 와병원 본관 (정각로 2/구월동 1135)
- 연세 와병원 별관 (정각로 4/구월동 1135-8)
- 인천YWCA (정각로 8/구월동 1135-10)
- 인천광역시교육청 (정각로 9/구월동 1137)
- 파크애비뉴빌딩 (정각로 10/구월동 1135-11)
- 가온누리 (정각로 14/구월동 1136)
- 전기공사공제조합인천사옥 (정각로 16/구월동 1136-10)
- 뉴센타빌딩 (정각로 18/구월동 1136-11)
- 신동아건설 (정각로 22/구월동 1136-12)
- 인천광역시청 (정각로 29/구월동 1138)
- 두루미어린이집 (정각로 29-1/구월동 1138)
- 에이스네스트빌 (정각로 34/구월동 1139)